# براندون فريزر
براندون فريزر (بالإنجليزية: Brandon Frazier)‏ هو متزلج فني أمريكي، ولد في 19 نوفمبر 1992 في فينيكس في الولايات المتحدة.

## وصلات خارجية
- براندون فريزر على موقع الاتحاد الدولي للتزلج (الإنجليزية)
- براندون فريزر على موقع الاتحاد الدولي للتزلج (الإنجليزية)
- براندون فريزر على موقع اللجنة الأولمبية الدولية (الإنجليزية)
- براندون فريزر على موقع أوليمبيديا (الإنجليزية)
- براندون فريزر على موقع اللجنة الأولمبية والبارالمبية الأمريكية (الإنجليزية)